# Кельхінув
Кельхінув (пол. Kielchinów) — село в Польщі, у гміні Белхатув Белхатовського повіту Лодзинського воєводства.
Населення — 184 особи (2011).
У 1975-1998 роках село належало до Пйотрковського воєводства.

## Демографія
Демографічна структура станом на 31 березня 2011 року:
|          | Загалом | Допрацездатний вік | Працездатний вік | Постпрацездатний вік |
| -------- | ------- | ------------------ | ---------------- | -------------------- |
| Чоловіки | 84      | 13                 | 63               | 8                    |
| Жінки    | 100     | 22                 | 62               | 16                   |
| Разом    | 184     | 35                 | 125              | 24                   |